# (1764) Cogshall
(1764) Cogshall – planetoida z grupy pasa głównego planetoid okrążająca Słońce w ciągu 5 lat i 157 dni w średniej odległości 3,09 au. Została odkryta 7 listopada 1953 roku w Goethe Link Observatory (Indiana Asteroid Program) w Brooklynie w stanie Indiana. Nazwa planetoidy pochodzi od Wilbura A. Cogshalla, amerykańskiego astronoma. Przed jej nadaniem planetoida nosiła oznaczenie tymczasowe (1764) 1953 VM1.